# Joanna Maranhão
Joanna Maranhao, (29 de abril de 1987) es una destacada deportista brasileña de la especialidad de Natación que fue campeona suramericana en Medellín 2010.

## Trayectoria
La trayectoria deportiva de Joanna Maranhao se identifica por su participación en los siguientes eventos nacionales e internacionales:

### Juegos Suramericanos
Fue reconocido su triunfo de ser el tercer deportista con el mayor número de medallas de la selección de  Brasil en los juegos de Medellín 2010.
 Además en la misma edición de los Juegos Suramericanos sobrepasó la marca en los Juegos en el estilo individual Mixto 200 m Mujeres e individual Mixto 400 m Mujeres con una marca de 02:17.07 y 04:52.84 respectivamente.

#### Juegos Suramericanos de Medellín 2010
Su desempeño en la novena edición de los juegos, se identificó por ser el noveno deportista con el mayor número de medallas entre todos los participantes del evento, con un total de 6 medallas:

- , Medalla de oro: Natación 400 m Estilo Libre Mujeres
- , Medalla de oro: Natación 200 m Mariposa Mujeres
- , Medalla de oro: Natación Nado Combinado Individual 200 m Mujeres
- , Medalla de oro: Natación Nado Combinado Individual 400 m Mujeres
- , Medalla de oro: Natación 4 × 200 m Relevo Libre Mujeres
- , Medalla de bronce: Natación Libre 800 m Mujeres